# ژان مارک لانتیه
ژان مارک لانتیه (انگلیسی: Jean-Marc Lanthier؛ زادهٔ) فرد نظامی اهل کانادا است.